# FC Torpedo Kutaisi
FC Torpedo Kutaisi je gruzínský fotbalový klub z druhého největšího města Gruzie Kutaisi.
Své zápasy Torpedo hraje na stadionu Givi Kaladzeho, který má kapacitu 14 700 diváků. Klub vznikl roku 1946. Roku 1962 poprvé postoupil do 1. ligy tehdejšího Sovětského svazu. Po osamostatnění Gruzie klub přijal název FC Kutaisi a patřil k nejlepším v zemi. Po roce 2005 se však dostal do krize, která málem skončila zánikem klubu. Až roku 2010, za přispění největší gruzínské olejářské firmy Wissum Petroleum byl klub znovuvzkříšen a přijal také původní název Torpedo. Klub se stal mistrem Gruzie v letech 2000, 2001 a 2002.
V dobách největší slávy, od roku 1999 do roku 2005 hrával klub pravidelně evropské poháry, avšak bez větších úspěchů. Jednou vypadl v 1. kole a dvakrát v 1. předkole Poháru UEFA a třikrát vypadl z 2. předkola Ligy mistrů.

## Úspěchy
- 4× vítěz 1. gruzínské ligy (2000, 2001, 2002, 2017)

## Evropské poháry
| Sezóna  | Soutěž             | Kolo        | Klub            | Doma | Venku | Celkem |
| ------- | ------------------ | ----------- | --------------- | ---- | ----- | ------ |
| 1998    | Pohár Intertoto    | 1. kolo     | Erebuni Jerevan | 6-0  | 1-1   | 7-1    |
| 1998    | Pohár Intertoto    | 2. kolo     | KFC Lommel      | 2-1  | 0-1   | 2-2(v) |
| 1999-00 | Pohár UEFA         | Předkolo    | Lantana Tallinn | 5-0  | 4-2   | 9-2    |
| 1999-00 | Pohár UEFA         | 1. kolo     | AEK Atény       | 0-1  | 1-6   | 1-7    |
| 2000-01 | Liga mistrů UEFA   | 2. předkolo | Crvena zvezda   | 2-0  | 0-4   | 2-4    |
| 2001-02 | Liga mistrů UEFA   | 1. předkolo | Linfield FC     | 1-0  | 0-0   | 1-0    |
| 2001-02 | Liga mistrů UEFA   | 2. předkolo | FC Kodaň        | 1-1  | 1-3   | 2-4    |
| 2002-03 | Liga mistrů UEFA   | 1. předkolo | HB Tórshavn     | 5-2  | 1-0   | 6-2    |
| 2002-03 | Liga mistrů UEFA   | 2. předkolo | Sparta Praha    | 1-2  | 0-3   | 1-5    |
| 2003-04 | Pohár UEFA         | 1. předkolo | RC Lens         | 0-2  | 0-3   | 0-5    |
| 2005-06 | Pohár UEFA         | 1. předkolo | BATE Borisov    | 0-1  | 0-5   | 0-6    |
| 2012-13 | Evropská liga UEFA | 1. předkolo | FC Aktobe       | 1-1  | 0-1   | 1-2    |